# Powerhouse (album Deep Purplea)
Powerhouse kompilacijski je album britanskog hard rock sastava Deep Purple, kojeg 1977. godine objavljuje diskografska kuća, 'EMI'.
Album sadrži kolekciju prethodno neobjavljenih uživo i studijskih snimki, od Purpleove klasične postave MK II.

## Popis pjesama
Sve pjesme napisali su Blackmore/Gillan/Glover/Lord/Paice, osim gdje je drugačije naznačeno.

### Originalno vinil izdanje (LP)
1. "Painted Horse" - 5:19
  -  Preuzeto s albuma Who Do We Think We Are, snimanje u srpnju 1972.
2. "Hush" - uživo (Joe South) - 4:37
  -  S albuma Concerto for Group and Orchestra, rujan 1969.
3. "Wring That Neck" - uživo (Blackmore, Lord, Paice, Nick Simper) - 12:51
  -  S albuma Concerto for Group and Orchestra, rujan 1969.
4. "Child In Time" - uživo - 12:29
  -  S albuma Concerto for Group and Orchestra, rujan 1969.
5. "Black Night" - live - 4:59
  -  Singl B-strana s albuma Made in Japan, kolovoz 1972.
6. "Cry Free" - 3:11
  -  Preuzeto s albuma In Rock snimljeno u siječnju 1970.

## Izvođači
- Ritchie Blackmore - prva gitara
- Ian Gillan - vokal
- Roger Glover - bas-gitara, vokal
- Jon Lord - orgulje, klavijature, vokal
- Ian Paice - bubnjevi

## Vanjske poveznice
- Discogs.com - Deep Purple - Powerhouse